# Bouteloua juncea
Bouteloua juncea là một loài thực vật có hoa trong họ Hòa thảo. Loài này được (P.Beauv.) Hitchc. mô tả khoa học đầu tiên năm 1913.